# Acta Eruditorum
Acta Eruditorum Va ser la primera revista científica de les terres germàniques, publicada entre 1682 i 1782.
Va ser fundada el 1682 a Leipzig per Otto Mencke, qui va ser el seu primer editor, i Gottfried Leibniz, prenent com a model el francès Journal des sçavans o l'italià Giornale de'letterati. S'editava mensualment, en llatí, i contenia extractes de noves obres, crítiques, petits assaigs i apunts. La majoria estaven dedicats a temes científics i matemàtics i un bon nombre de grans científics, tant de l'àmbit alemany com no, hi van escriure: Jakob Bernoulli, Humphry Ditton, Leonhard Euler, Ehrenfried Walter von Tschirnhaus, Pierre-Simon Laplace o Joseph Jêrôme Lalande; però també hi van escriure humanistes i filòsofs com Veit Ludwig von Seckendorff, Stephan Bergler, Christian Thomasius o Christian Wolff.
Encara que Mencke va mantenir correspondència amb Isaac Newton, Newton mai va publicar a Acta. La disputa entre Newton i Leibniz sobre el descobriment del càlcul diferencial es va iniciar amb un article de Leibniz en l'exemplar de maig de 1697. En els temps següents, Acta Eruditorum va ser el portaveu dels partidaris de Leibniz, mentre el seu homòleg britànic, els Philosophical Transactions of the Royal Society ho va ser dels partidaris de Newton; tot i que Mencke va fer tot el que va poder per rebaixar el to de l'agra disputa que es va encetar.
Després de la mort d'Otto Mencke, la revista va ser dirigida pel seu fill Johann Burckhardt Mencke, qui va morir el 1732. Aleshores la revista va canviar de nom per denominar-se Nova Acta Eruditorum. Des de 1754 va ser dirigida per Karl Andreas Bel.